# 久保城 (三河国)
久保城（くぼじょう）は、愛知県岡崎市石原町にあった中世の日本の城（山城）。

## 概要
額田町史によると築城されたのは1530年代で、初代城主は当時松平清康に従っていた奥平貞昌と記されている。